# Marcin Dziewoński
Marcin Dziewoński (1784–???)byl rakouský politik polské národnosti z Haliče, v 60. letech 19. století poslanec předlitavské Říšské rady ve Vídni.

## Biografie
V 60. letech se zapojil do vysoké politiky. V doplňovacích zemských volbách roku 1865 byl zvolen na Haličský zemský sněm, kde zastupoval kurii venkovských obcí, obvod číslo 53 (Wieliczka, Podgórze, Dobczyce). Nastoupil poté, co zemřel poslanec Nikodem Bętkowski. Uváděl se jako majitel hospodářství v obci Sieraków.
Působil také coby poslanec Říšské rady (celostátního parlamentu Rakouska-Uherska, respektive Předlitavska), kam ho delegoval Haličský zemský sněm roku 1869 (Říšská rada tehdy ještě byla volena nepřímo, coby sbor delegátů zemských sněmů). 11. prosince 1869 složil slib. Dopisem z 31. března 1870 rezignoval v rámci hromadného složení mandátu poslanců z Haliče.